# Vijesti
Vijesti – dziennik wydawany w Czarnogórze, jedna z głównych gazet codziennych w kraju. Został założony w 1997 roku.